# Popowskaja (rejon totiemski)
Popowskaja (ros. Поповская) – wieś w Rosji, w rejonie totiemskim obwodu wołogodzkiego. W 2021 r. była niezamieszkana.